# Infinity Coaster
De Infinity Coaster is een stalen lanceerachtbaanmodel van de Duitse achtbaanbouwer Gerstlauer. De eerste Infinity Coaster opende in 2013. 

## Beschrijving
De gebouwde Infinity Coasters zijn heel variabel. Zo worden de treinen bij sommige gelanceerd en bij andere opgetakeld, en ook de lengten en hoogten zijn zeer verschillend.
Volgens Gerstlauer is naast de innovatieve technologie in de banen ook het open ontwerp van de trein iets wat een Infinity Coaster typeert. Standaard staan op een Infinity Coaster treinen die zijn uitgerust met T-heupbeugels, maar indien een park dat wenst zijn ook schouderbeugels mogelijk op aanvraag. Een Infinity Coaster kan treinen van 8 personen bevatten - vergelijkbaar met die van de Euro-Fighter - maar ook langere gesegmenteerde treinen zijn mogelijk. Hierbij kunnen tot 8 rijen achter elkaar gehangen worden, wat een totaal geeft van 32 personen per trein.

## Lijst van Infinity Coasters
| Naam                    | Park                    | Lengte | Hoogte | Inversies | Personen per trein | Openingsdatum |
| ----------------------- | ----------------------- | ------ | ------ | --------- | ------------------ | ------------- |
| Fury                    | Bobbejaanland           | 600 m  | 43 m   | 4         | 12 (3 rijen)       | 2019-06-23    |
| Gold Rush               | Attractiepark Slagharen | 400 m  | 33 m   | 2         | 20 (5 rijen)       | 2017-04-13    |
| Hangtime                | Knott's Berry Farm      | 670 m  | 45,7 m | 5         | 16 (4 rijen)       | 2018-05-18    |
| Junker                  | PowerLand               | 860 m  | 40 m   | 3         | 8 (2 rijen)        | 2015-05-30    |
| Karacho                 | Erlebnispark Tripsdrill | 700 m  | 30 m   | 4         | 8 (2 rijen)        | 2013-07-10    |
| Madagascar: Mad Pursuit | Motiongate              |        |        |           | 8 (2 rijen)        | 2016-12-16    |
| Monster                 | Adventureland           | 762 m  | 40,5 m | 5         | 8 (2 rijen)        | 2016-06-04    |
| Mystic                  | Walibi Rhône-Alpes      | 575 m  | 31 m   |           | 12 (3 rijen)       | 2019-06       |
| Der Schwur des Kärnan   | Hansa Park              | 1235 m | 73 m   | 1         | 16 (4 rijen)       | 2015-07-01    |
| The Smiler              | Alton Towers            | 1170 m | 30 m   | 14        | 16 (4 rijen)       | 2013-05-31    |